# Luci
Luciul sau baracuda europeană (Sphyraena sphyraena) este un pește răpitor, marin, pelagic, de cârd,  din familia sfirenide (Sphyraenidae) din Oceanul Atlantic, Marea Mediterană, Marea de Marmara și sudul Mării Negre (rar pe țărmul românesc și bulgăresc). Are o lungimea maximă de 165 cm,  lungimea obișnuită este de 60 cm. Corpul este alungit, aproximativ cilindric și acoperit cu solzi mici. Capul alungit și turtit dorso-ventral. Botul lung și ascuțit, cu gura largă dispusă sus. Maxila superioară, mandibula și palatinele sunt înarmate cu dinți puternici. Suprafața superioară a limbii este și ea înzestrată cu dinți mărunți, îndreptați înapoi. Ochii sunt mari. Are două înotătoare dorsale (prima aproximativ triunghiulară), depărtate una de alta. Culoarea corpului verde închis pe spate, iar abdomenul și părțile laterale argintii. Este un răpitor de frunte, vânând pești mai mici (în Marea Mediterană, vânează hamsii, sardele, etc.), însă,  mănâncă  și cefalopode și crustacee. Are valoare economică redusă. Chiar acolo unde este comun, carnea acestui pește nu este prea căutată. Cu toate acestea, carnea este foarte bună, deși uneori provoacă intoxicarea celor ce o consumă.